# پیلار، ابرا
پیلار، ابرا (به لاتین: Pilar, Abra) یک منطقهٔ مسکونی در فیلیپین است که در آبرا واقع شده‌است.